# ボエ地区
ボエ地区(Boe District)は、ナウルの1地区。同国の南西部に位置する。二回目のアンガム・ベビーが生まれた地である。
- 地区面積:0.5km²
- 地区人口:950人(1995年現在)

面積は国内最小。